# Biterrois
Le Biterrois est une région naturelle de France située dans l'ouest du département de l'Hérault, autour de la ville de Béziers. Il s'agit d'une région constituée d'une importante plaine côtière et d'un paysage de collines et de piémont, à l'extrémité méridionale du massif central. Territoire viticole et de garrigue, il est délimité essentiellement par le massif du Caroux-Espinouse, la vallée de l'Hérault, la mer Méditerranée et le Minervois.

## Localisation
Le Biterrois est traditionnellement opposé au Montpelliérais, faisant naître une opposition entre l'Ouest et l'Est du département de l'Hérault, entre Béziers et Montpellier[réf. nécessaire]. Cette différence s'exprime par exemple au niveau des pratiques sportives : le Biterrois, terre de rugby à XV dominée par l'AS Béziers, et l'est du département où le football est plus largement pratiqué. On oppose également un Biterrois délaissé au profit de Montpellier, nettement plus pauvre que le Montpelliérais qui jouit du dynamisme de l'ancienne capitale régionale. Entre ces deux entités géographiques, le fleuve Hérault joue approximativement le rôle de frontière.
Au sud, cet espace est bordé par la mer Méditerranée, entre les embouchures des fleuves Hérault et Aude. Le littoral est ici sablonneux, la côte basse, où les anciens étangs ont été progressivement asséchés depuis le Moyen Âge. En bord de mer, la plage de la Roquille, sur la commune d'Agde marque les confins du Biterrois de la même manière que le Grau de Vendres et ses plages populaires, au sud.
Au nord, le territoire est délimité par les contreforts du massif du Caroux-Espinouse et la haute vallée de l'Orb et du Jaur. Il est néanmoins difficile d'affirmer dans quelle mesure les avants-monts du massif, immédiatement au sud de cette limite, appartiennent ou non au Biterrois.
Vers l'ouest, les limites du Biterrois se perdent avec celles du Minervois et plus au sud, en bordure littorale, avec celles du Narbonnais où les divisions administratives se superposent aux limites géographiques.
| Massif du Caroux | Massif de l'Espinouse | Massif de l'Espinouse |
| Minervois        | du Biterrois          | Fleuve Hérault        |
| Narbonnais       | Mer Méditerranée      | Mer Méditerranée      |

## Géographie

### La plaine littorale
le Biterrois est essentiellement constitué d'une grande plaine traversée par l'Orb, l'Hérault et dans une moindre mesure par le Libron. L'Orb coule suivant une direction nord-ouest sud-est et traverse Béziers tandis que l'Hérault coule selon un axe nord-sud via Pézenas puis Agde, à l'est du territoire. Cette plaine littorale s'étend sur environ 45 km le long de la côte méditerranéenne et sépare le littoral des collines viticoles situées à une petite dizaine de kilomètres. Sa topographie en fait une voie de communication millénaire, en témoigne la voie Domitienne reliant Rome à l'Espagne. Plus à l'ouest, la plaine de l'Aude prolonge cette vaste plaine littorale, laquelle s'enfonce dans les terres jusque vers Carcassonne. Elle s'étend au sein du biterrois aux environs de Capestang, en sa bordure occidentale.
Béziers, située à une dizaine de kilomètres de la mer, n'est pas une ville côtière. Elle domine au contraire la plaine viticole qui l'entoure et a fait tant sa richesse que sa renommée passées. L'héliotropisme de la fin du XXe siècle a provoqué un important étalement urbain de la commune.
Le littoral du Biterrois se distingue par la quasi absence de lagunes pourtant fréquentes plus à l'est, de l'étang de Thau aux étangs palavasiens, à l'exception de l'étang de Vendres. Les nombreux fleuves côtiers (Hérault, Libron, Orb mais aussi Aude) les ont comblées au fil du temps.
Des stations balnéaires familiales et populaires ont été construites sur ce littoral longtemps ignoré par les populations locales. Ce sont Valras-Plage, la station des Biterrois, mais aussi des Tarnais venus de Castres ou de Mazamet, mais aussi Sérignan-Plage (que les Biterrois appellent familièrement "La Maïre") et Portiragnes-Plage, souvent appelé "La Redoute" par les autochtones. Bien que le Biterrois soit traditionnellement délimité à l'est par le cours de l'Hérault, on peut inclure certaines communes situées en rive gauche comme Agde ou Castelnau-de-Guers.

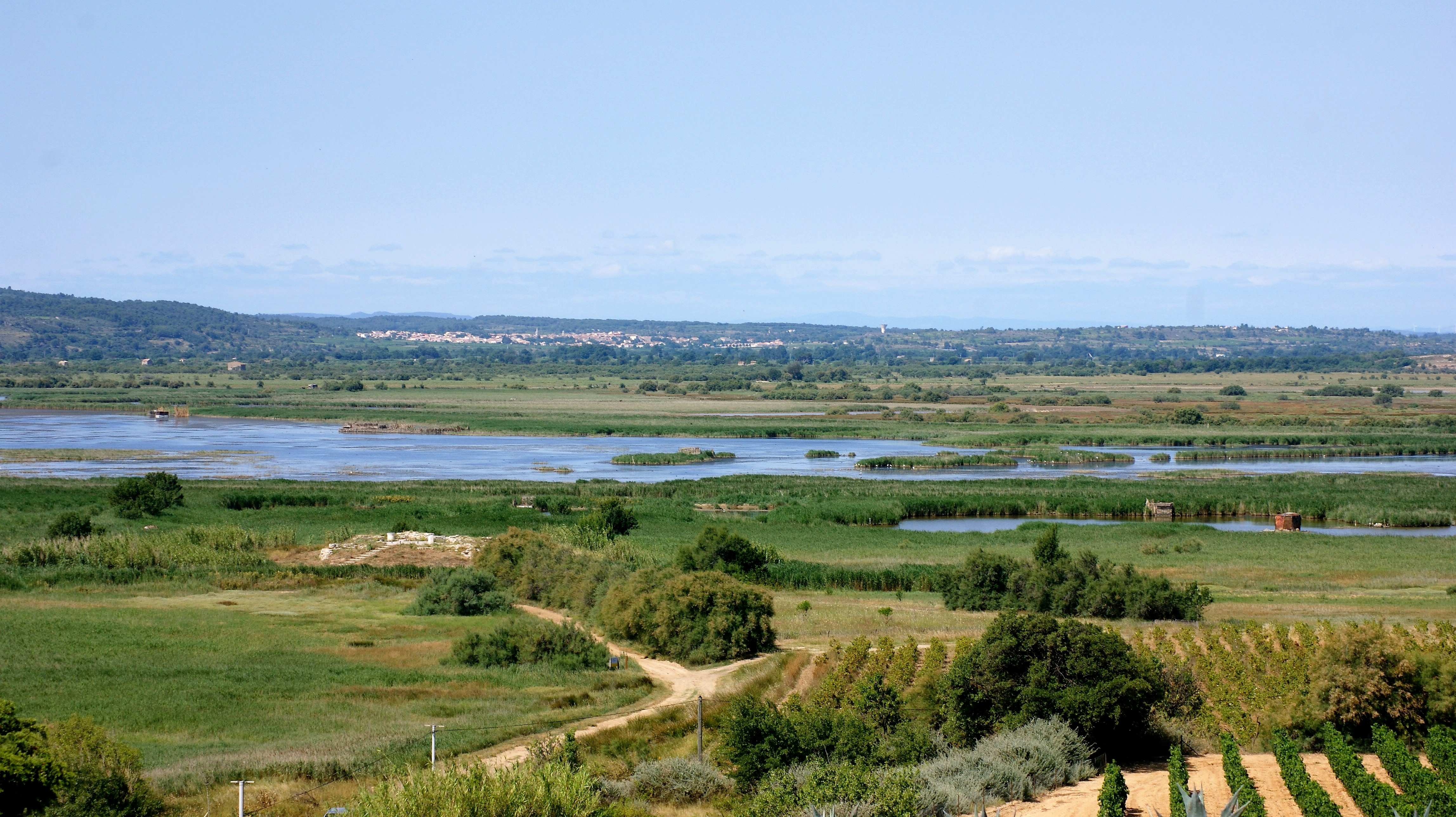
L'étang de Vendres.
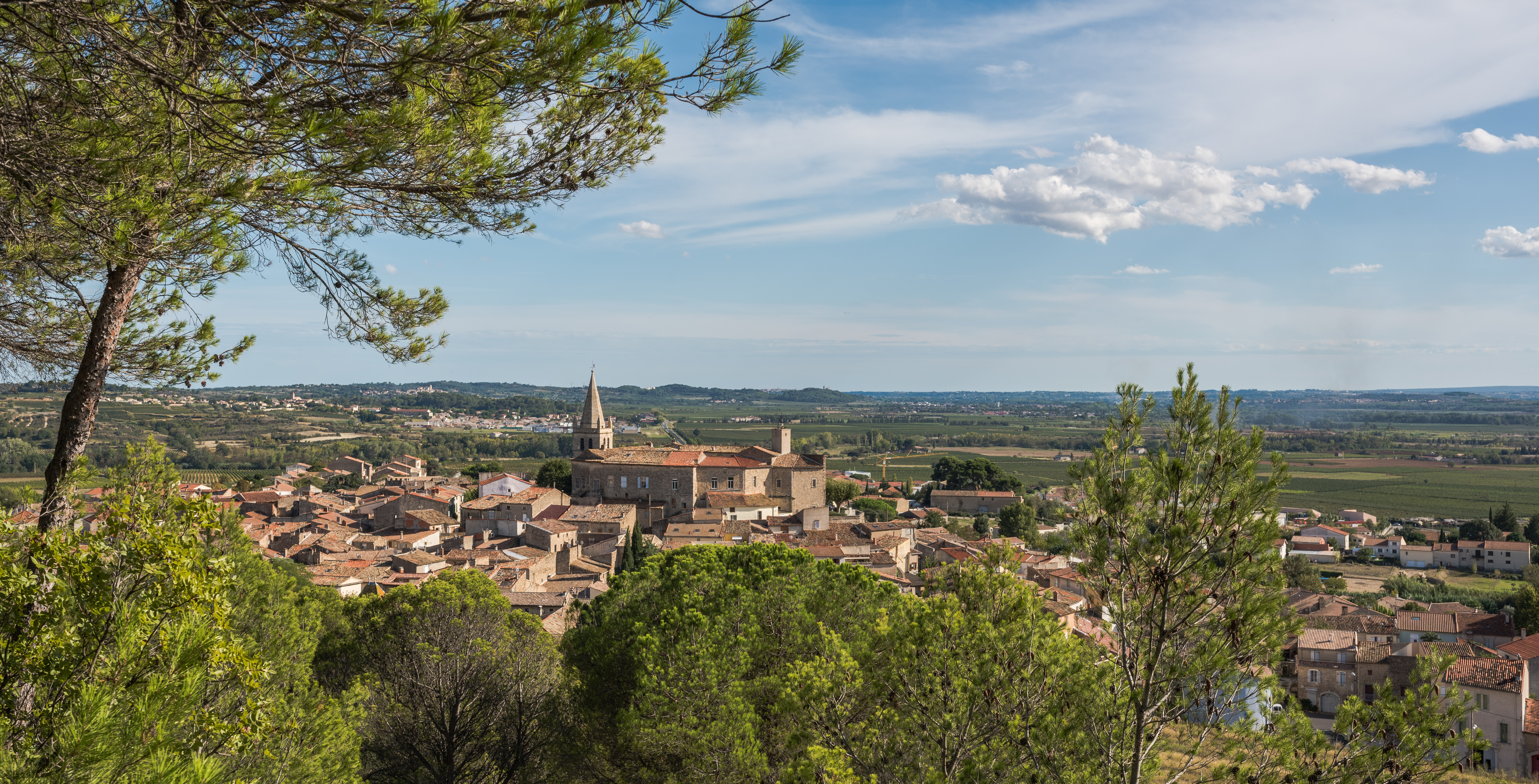
Le village de Murviel-lès-Béziers et la plaine.
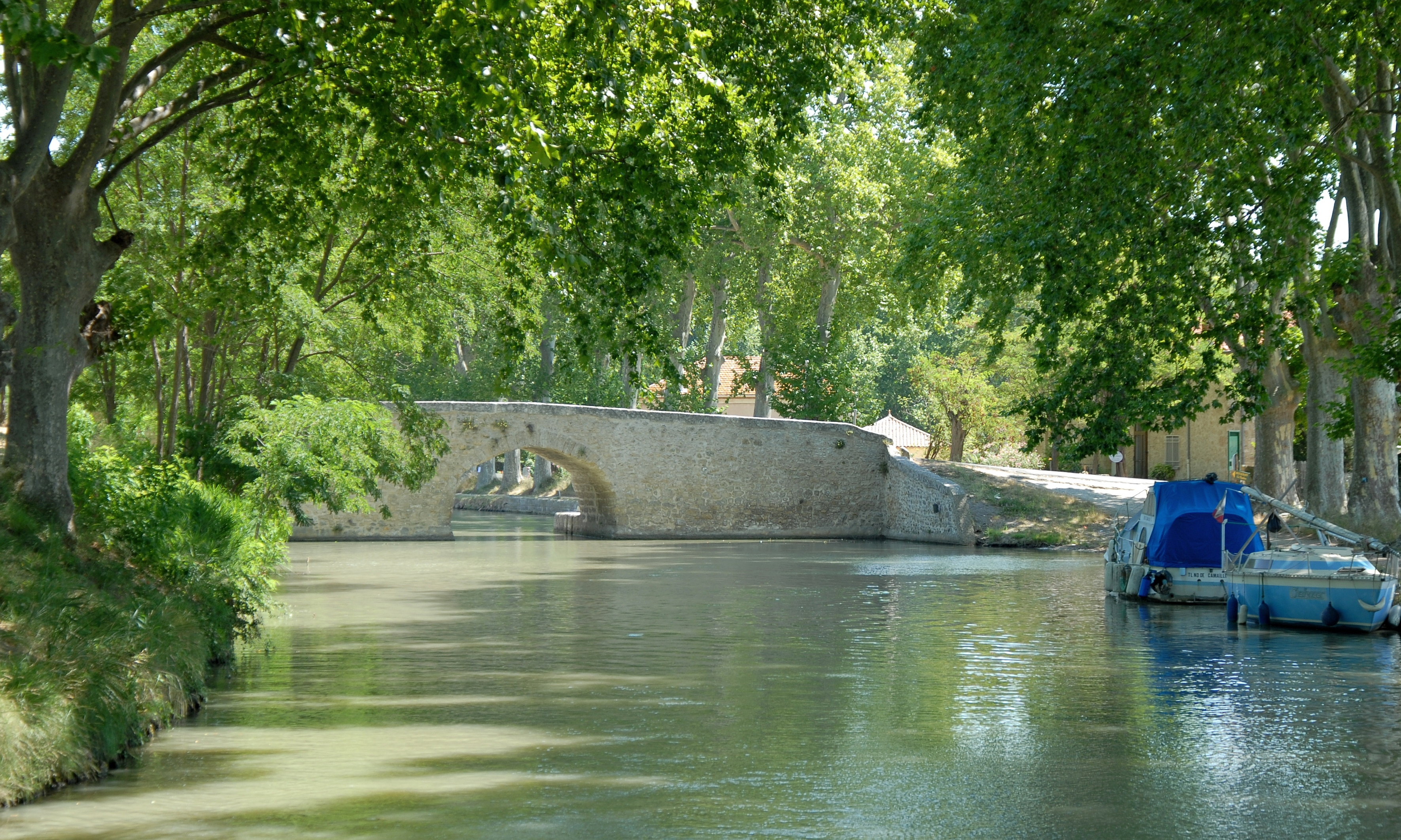
Le canal du Midi à Capestang, vers l'ouest.

### Les collines viticoles et le piémont
L'arrière-pays biterrois comprend de nombreuses collines essentiellement viticoles, s'étirant d'est en ouest de la plaine de l'Hérault jusqu'à celle de l'Aude. Elles constituent la plus grand unité paysagère du département et séparent la plaine côtière des avant-monts du massif du Caroux-Espinouse. Les axes principaux du territoire (autoroutes A75 et A9) les contournent, les routes les traversant convergent quant à elles vers Béziers dans un système rayonnant.
Entre la plaine littorale et les avants-monts du massif du Caroux-Espinouse proprement dits s'étend un paysage de piémont. Vers l'ouest, entre Minervois et vallée de l'Orb, les collines viticoles se voient prolongées par des garrigues de moyenne altitude. Situées au cœur du Saint-Chinianais, elles forment une transition supplémentaire entre les avants-monts du Haut-Languedoc et la plaine viticole littorale des fleuves côtiers Aude, Orb et Hérault. Plus à l'est, de l'Orb jusqu'à la vallée de la Boyne se déploie un piémont lui aussi viticole autour de Faugères, marquant là-aussi la limite entre Biterrois et massif du Caroux-Espinouse,.

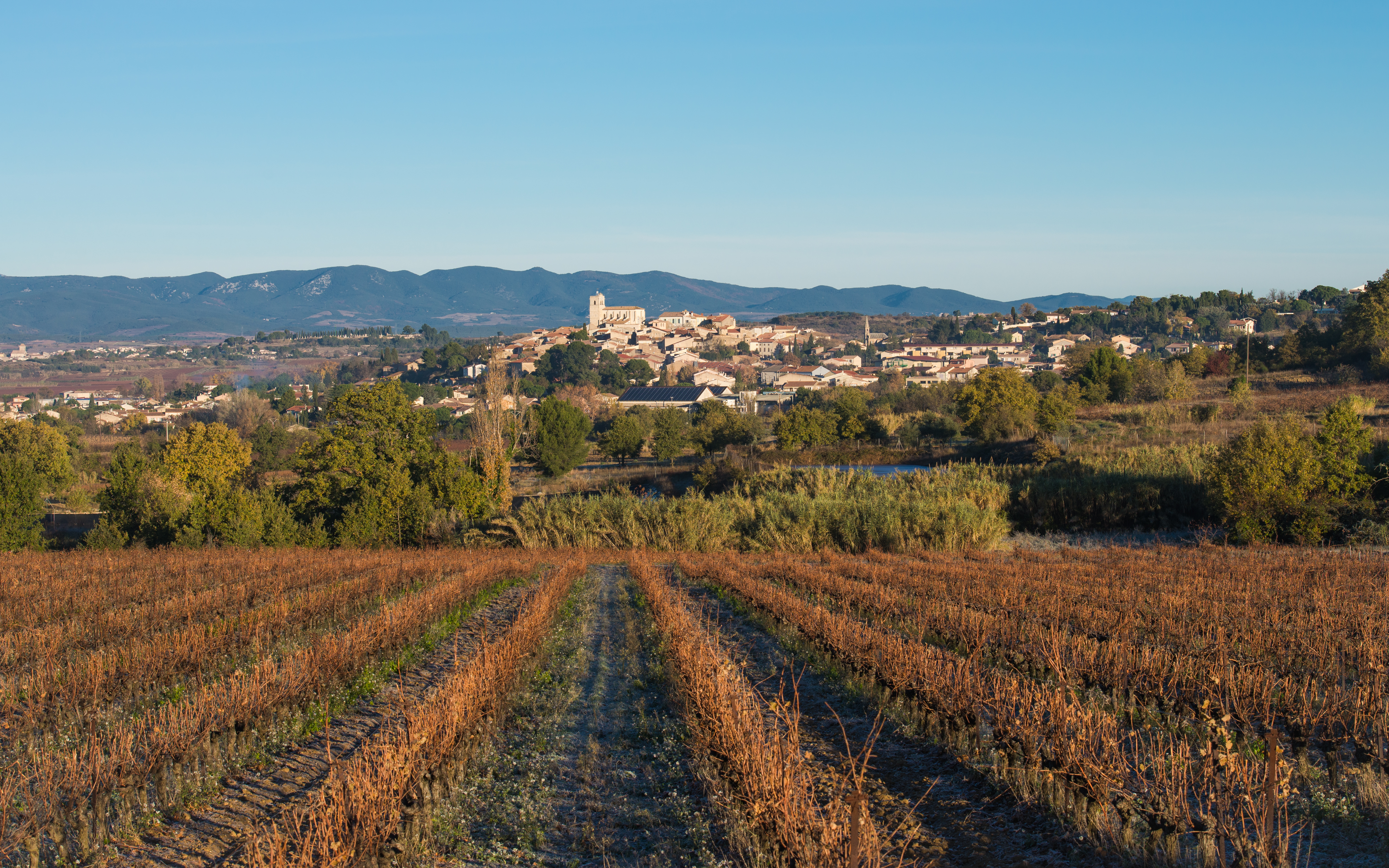
Le village de Corneilhan au cœur des collines viticoles, avec le massif du Caroux-Espinouse à l'horizon.
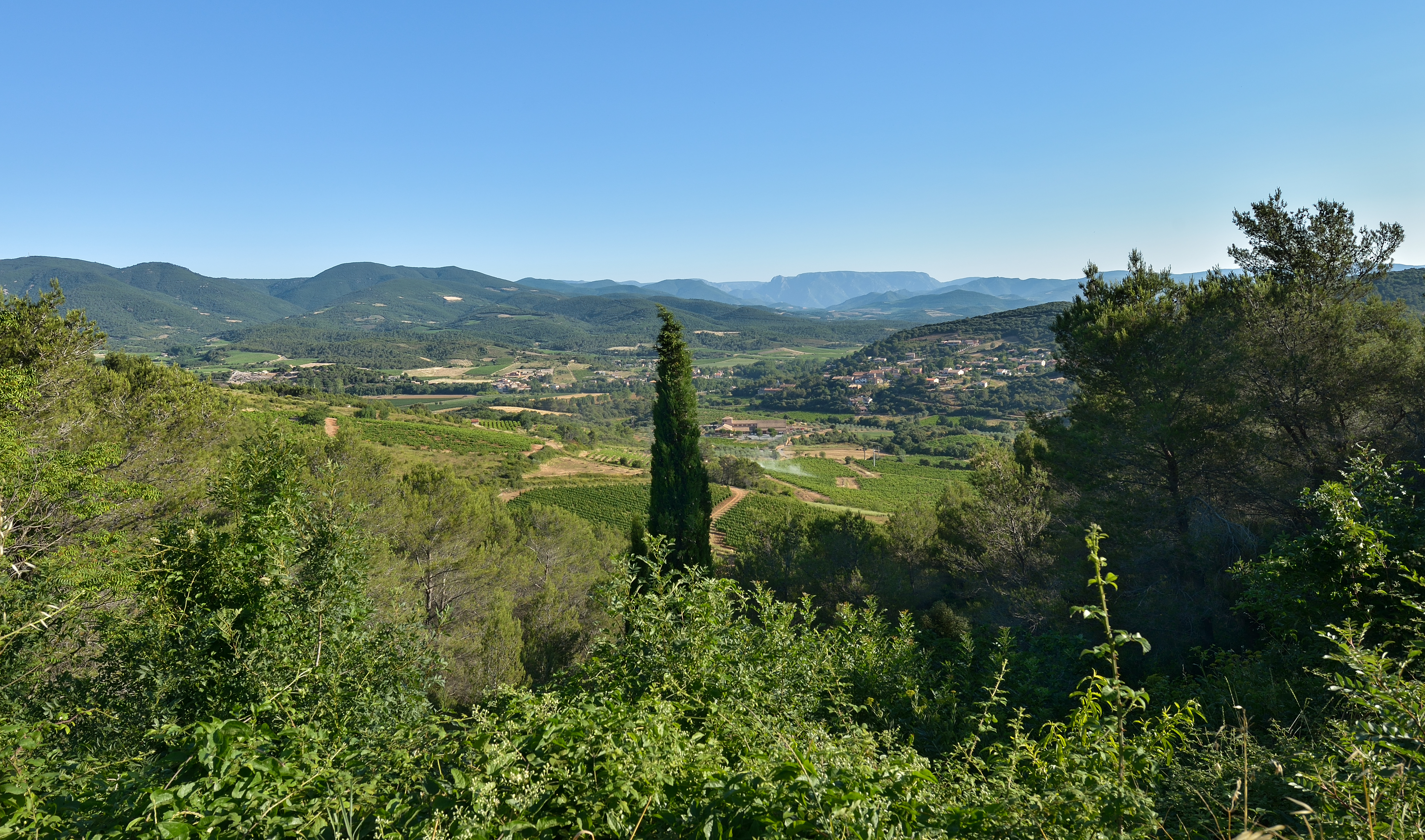
Le village de Pierrerue, entre plaine viticole et avant-monts.
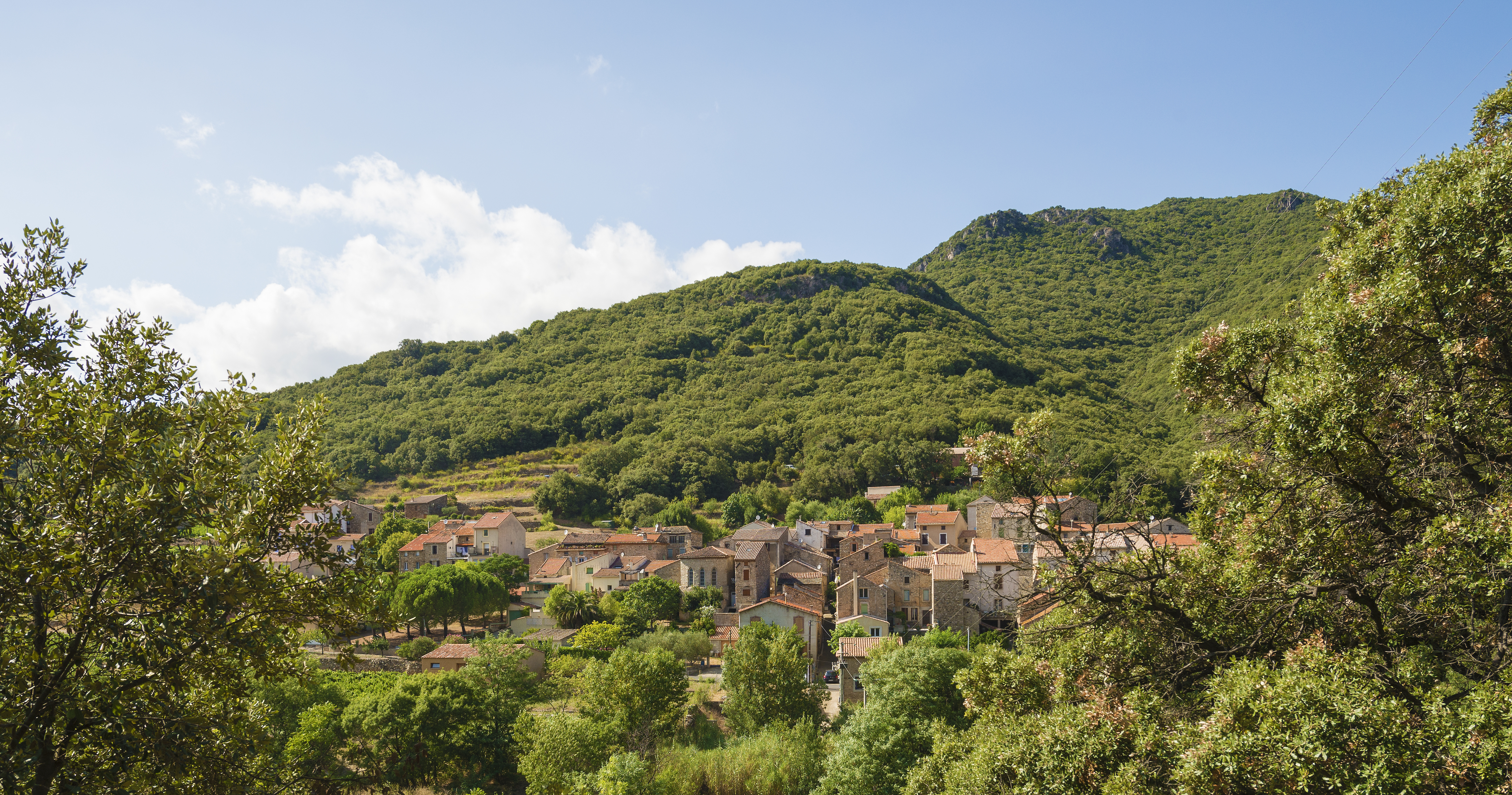
Le hameau de Ceps à Roquebrun dans le piémont.

## Toponymie
Plusieurs villages du Biterrois portent le nom de Béziers, comme Murviel-lès-Béziers, Thézan-lès-Béziers, Villeneuve-lès-Béziers, Cazouls-lès-Béziers et Lieuran-lès-Béziers.

## Histoire

### Antiquité et Moyen Âge
Béziers est une ville très ancienne : 2 700 ans d'histoire qui commencent avec l'installation d'une population exogène au début du VIe siècle av. J.-C. sur une acropole très anciennement fréquentée (industries du Paléolithique, occupations de la période chasséenne au Bosquet et au Crès, occupations du Néolithique final / Chalcolithique, occupations de l'âge du bronze moyen et final, ainsi que du premier âge du fer). La ville grecque de Betara fut construite sur la colline Saint-Jacques vers 625-600 avant notre ère.
Les invasions barbares touchent de plein fouet la Narbonnaise très disputée : d'abord aux mains des Wisigoths au VIe siècle, elle est bientôt conquise par les musulmans au début du VIIIe siècle, puis par les Francs qui, sous la bannière de Charles Martel s'en emparent en 737.

### Époque moderne
Le canal du Midi est creusé dans la plaine viticole au cours du XVIIe siècle et relie Béziers à Toulouse. Le canal relance le commerce du blé et du vin en Languedoc, son but principal. Ce trafic commercial a pour effet d'enrichir très rapidement les descendants de Pierre-Paul Riquet. Le blé, le vin et l'alcool peuvent être exportés du Lauragais vers Toulouse, Bordeaux et Marseille. Le canal conduit à l'élargissement de la zone de vente des producteurs du Languedoc. Dans les années 1730-1740, ce commerce est prospère et les structures agricoles s'améliorent fortement. Le canal permet aussi d'importer en Languedoc des produits d'autres régions, comme le savon de Marseille, le riz, l'amidon, du poisson séché ou encore des épices et des teintures. Cependant, il ne sera jamais la grande voie internationale ambitionnée par les rois de France, car son trafic se limite à des échanges nationaux voire locaux.
Alors que partout ailleurs, en France, la surface plantée en vignes est en régression, elle augmente dans les départements de l'Aude, du Gard, de l'Hérault et des Pyrénées-Orientales. À eux quatre, ils fournissent 40 % de la production française de vin. Le Haut Languedoc, et plus particulièrement le Biterrois et Béziers, autoproclamée Capitale mondiale du vin, s'enrichissent rapidement. De grandes fortunes se forment. De grands propriétaires terriens, issus de l'industrie, de la finance ou des professions libérales, possèdent d'immenses domaines de plusieurs dizaines d'hectares et construisent des châteaux pinardiers. La région est cependant touchée par le phylloxéra en 1870. La région, touchée plus tard que les autres, n'a pas eu trop à en souffrir car l'on sait déjà comment y remédier. Elle est également marquée par la révolte des vignerons du Languedoc en 1907.

### Époque contemporaine
Le Biterrois forme un bassin de 200 000 habitants environ centré sur la ville de Béziers. La ville connaît depuis 2002 un accroissement démographique important tout comme les villes et villages de sa périphérie qui gagnent des habitants. Le processus de périurbanisation fait naître de nombreux lotissements et transforment les anciens villages viticoles en « villes-dortoirs » : Montady, Sérignan, Boujan-sur-Libron, Villeneuve-lès-Béziers, Sauvian, entre autres, illustrent ces changements amorcés à la fin des années 1970.